# Colledimacine
Colledimacine – miejscowość i gmina we Włoszech, w regionie Abruzja, w prowincji Chieti.
Według danych na rok 2004 gminę zamieszkiwało 286 osób, 26 os./km².